# رادار الموجة المستمرة
رادار الموجة المستمرة أو رادار الموجة المتصلة (بالإنجليزية: Continuous-wave radar) هو نوع من الأنظمة الرادارية يتم فيها إرسال طاقة موجة راديوية ثابتة ثم يُستقبل جزء منها لدى انعكاسها من الجسم. بسبب حركة الجسم الذي تصطدم به الموجة، تزاح قيمة التردّدات المرسلة لتصبح أقل أو أكثر منها عند الاستقبال اعتمادا على سرعة ووجهة الجسم، وتسمى هذه الظاهرة بتأثير دوبلر. يمتاز هذا النوع من الرادارات بقدرته على جمع معلومات إضافية (تحديد الموقع) عن الأجسام، مثل سرعتها بخلاف الرادار النبضي الذي يقيس المسافة فقط.
يتيح تحليل دوبلر لانعكاسات الرادار التمييز بين الأجسام المتحركة أو الثابتة، مما يوفر مناعة ضد تداخل الأجسام الكبيرة الثابتة والأجسام بطيئة الحركة. وهذا يجعله مفيدًا بشكل خاص في البحث عن الأهداف مع وجود خلفية عاكسة، على سبيل المثال، مما يسمح للطائرات عالية التحليق بالبحث عن الطائرات التي تحلق على ارتفاعات منخفضة على خلفية السطح. ولأن الانعكاس القوي جدًا عن السطح يمكن تصفيته، فإن الانعكاس الأصغر بكثير عن الهدف يظل مرئيًا.
يتم استخدام أنظمة الرادار المستمر في كِلا طرفي طيف المدى:
- أجهزة قياس الارتفاع الراديوية، وأجهزة استشعار القرب، التي تعمل على مسافات تتراوح بين بضع عشرات من الأقدام وعدة كيلومترات.
- رادار الإنذار المبكر (CWAT) يعمل على مسافة تتجاوز 100 كم للاستخدام مع أنظمة الصواريخ أرض-جو.

## الاستخدام

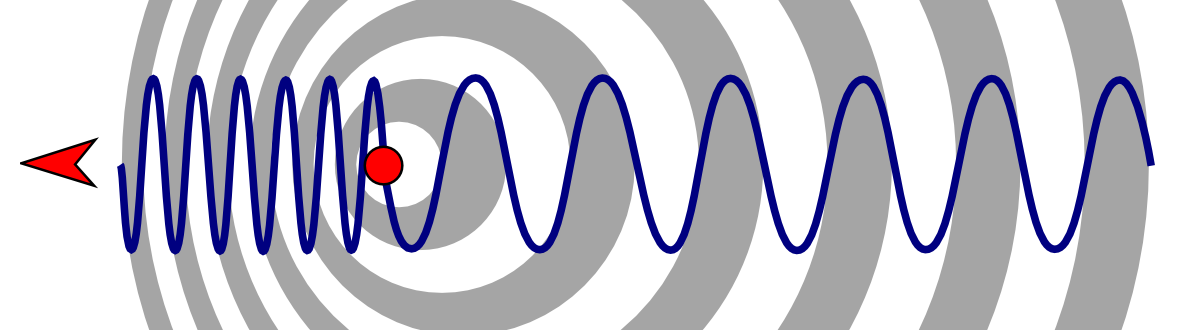
تأثير دوبلر: تغير الطول الموجي الناتج عن حركة المصدر.

الميزة الرئيسية لرادارات الموجات المستمرة هي أن الطاقة ليست نبضية، مما يجعلها أسهل بكثير في التصنيع والتشغيل. ليس لها حد أدنى أو أقصى لمدى الرادار، مع أن مستوى طاقة البث يفرض حدًا عمليًا على المدى. يعمل رادار الموجات المستمرة على تعظيم الطاقة الإجمالية للهدف لأن جهاز الإرسال يبث بشكل مستمر.
تُحدَّد المسافة القصوى في رادار الموجة المستمرة بإجمالي عرض النطاق الترددي BW وقدرة جهاز الإرسال. ويُحدَّد هذا العرض بعاملين:
- كثافة طاقة الإرسال (وات لكل هرتز).
- حجم مرشح جهاز الاستقبال (عرض النطاق الترددي مقسومًا على العدد الإجمالي للمرشحات)

مضاعفة قدرة الإرسال تزيد من أداء المسافة بنحو ٢٠٪. كما أن خفض إجمالي ضجيج الإرسال FM إلى النصف يُؤدِّي إلى نفس التأثير.

## الأنواع
هناك نوعان من الرادار الموجي المستمر: رادار الموجة المستمرة غير المعدلة ورادار الموجة المستمرة المعدلة.

### الموجة المستمرة غير المعدلة
قد يكلف هذا النوع من الرادار أقل من 10 دولارات (2021م). تتغير ترددات الموجة المرتدة عن تردد الموجة المُرسَلة بناءً على تأثير دوبلر عند حركة الأجسام. في هذا الرادار يمكن قياس السرعة واتجاه الجسم المتحرك لكن لا توجد طريقة لقياس المسافة. يُستخدم هذا النوع من الرادار عادةً في الرياضات التنافسية، مثل الجولف والتنس والبيسبول وسباقات ناسكار، وبعض الأجهزة المنزلية الذكية، بما في ذلك المصابيح الكهربائية وأجهزة استشعار الحركة.

### الموجة المستمرة المعدلة

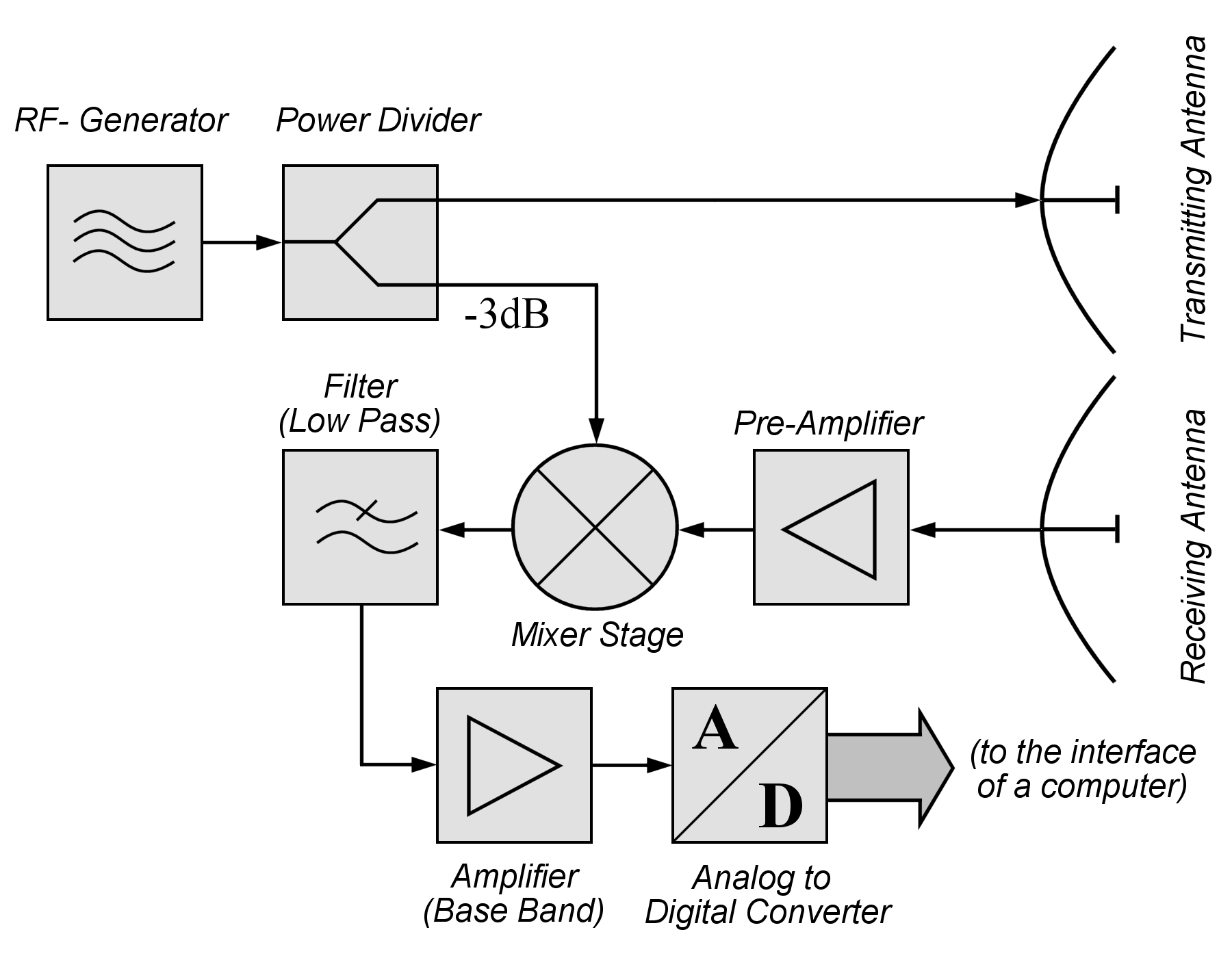
مخطط لوِحدة رادار موجة مستمرة FMCW بسيطة: يقدم العديد من المصنعين وحدات إرسال واستقبال كهذه ويعيدون تسميتها بـ «مستشعر رادار دوبلر».

رادار الموجة المستمرة المُعدّل تردديًا (FMCW)  - هو جهاز قياس راداري قصير المدى قادر على تحديد المسافة. يزيد هذا من موثوقيته بتوفيره قياس المسافة إلى جانب قياس السرعة، وهو أمر ضروري عند وصول أكثر من جسم انعكاس إلى هوائي الرادار. يستخدم هذا النوع من الرادار غالبًا كـ «مقياس ارتفاع راداري» لقياس الارتفاع الدقيق أثناء عملية هبوط الطائرة.ويستخدم أيضًا كرادار للإنذار المبكر.
في هذا النظام، تتغير الإشارة المُرسلة لموجة مستمرة ذات تردد متغير، يزيد ويتناقص على مدى فترة زمنية محددة بواسطة إشارة تعديل. يزداد فرق التردد Δf بين إشارة الاستقبال وإشارة الإرسال طبقًا لإتجاه تحرق الجِسم. يتم مزج الإشارة المرتدة من الهدف مع الإشارة المرسلة لإنتاج إشارة نبضية تُحدد مسافة الهدف بعد فك التعديل.

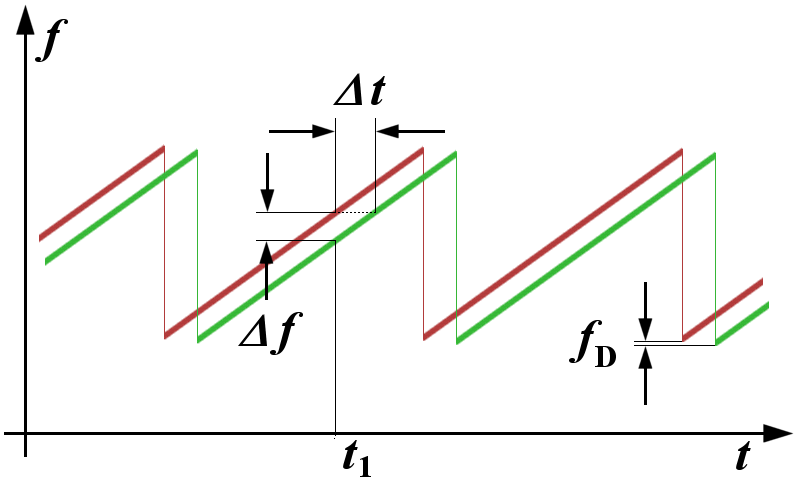
تحديد المدى باستخدام نظام رادار FMCW: إذا أمكن تجاهل الخطأ الناتج عن تردد دوبلر محتملfD
وكانت طاقة المرسل معدلة تردديًا خطيًا، فإن التأخير الزمني (Δt
) يتناسب طرديًا مع الفرق بين الإشارة المرسلة والمستقبلة (Δf
) في أي لحظة.